# Schokland

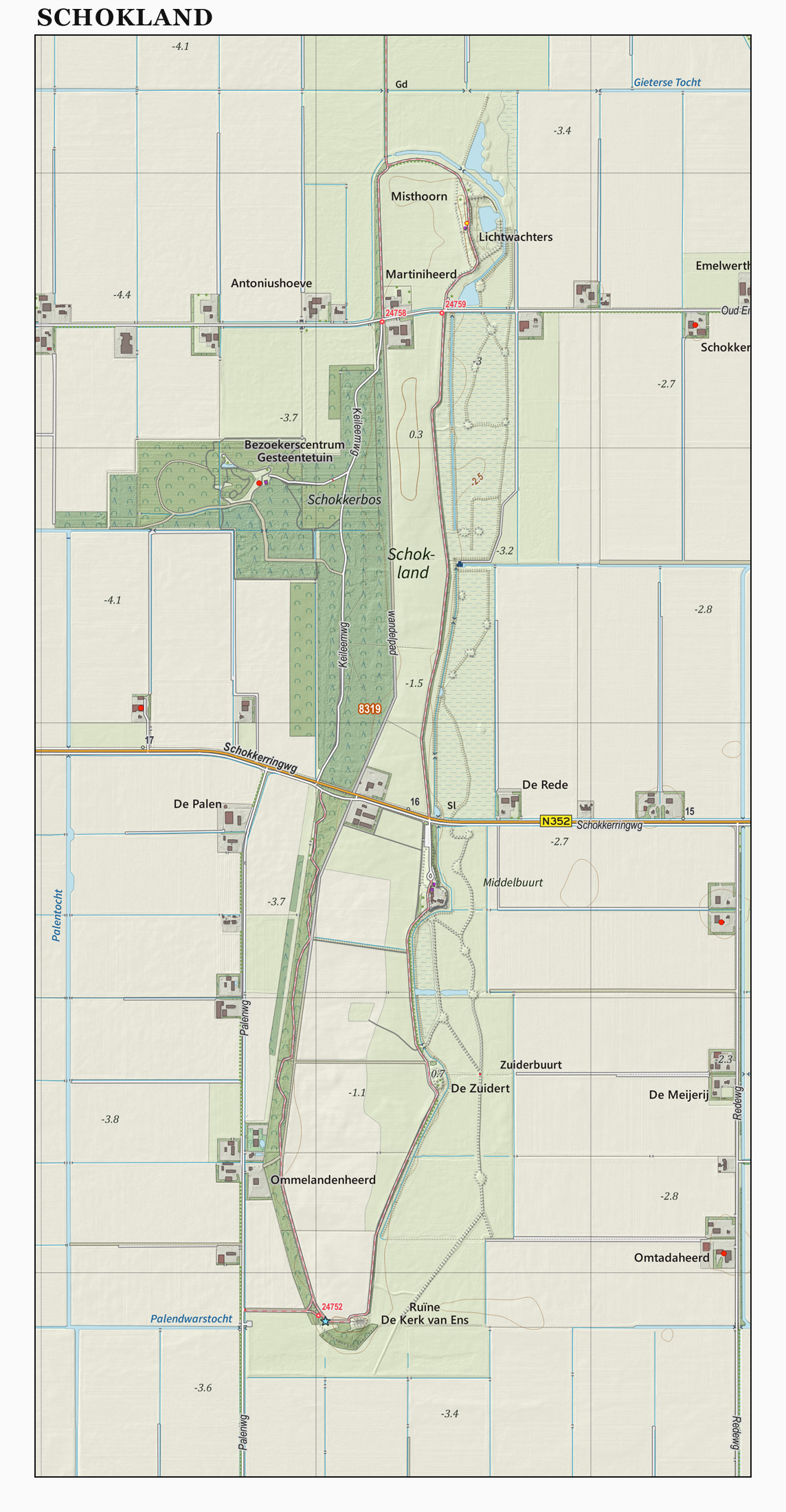
OpenTopo-kaart van Schokland; december 2015

Schokland was een eiland in de Zuiderzee. Sinds de drooglegging van de Noordoostpolder in 1942 maakt het deel uit van het vasteland van de huidige Nederlandse provincie Flevoland. Vanwege de archeologische rijkdom en geschiedenis is het gebied in 1995 op de Werelderfgoedlijst van UNESCO geplaatst. 
Schokland ligt in de gemeente Noordoostpolder tussen de dorpen Nagele en Ens aan de N352. Het gebied wordt beheerd door stichting Het Flevo-landschap en heeft een oppervlakte van circa 150 ha. Er woonden op 1 januari 2023 5 mensen op Schokland. Bezoekerscentra in het gebied zijn de Gesteentetuin en Museum Schokland.
Op 1 november 2008 werd Schokland (opnieuw) een plaatsnaam, met eigen postcode, 8319. Tot 2008 waren de adressen op het grondgebied van het voormalige eiland verdeeld tussen Ens en Nagele.

## Geologie
De ondergrond van Schokland is grijze, zandige vuursteenrijke keileem als restant van een stuwwal, waarop ook Texel, Wieringen, Urk en Vollenhove liggen, uit het Saalien van 150.000 jaar geleden. Tijdens de laatste ijstijd is dit bedekt geraakt met een laag stuifzand, hoewel in Schokkerbos het keileem nog als een bult aan de oppervlakte ligt. Aan de zuid- en noordkant stroomden respectievelijk de IJssel en Vecht waardoor daar rivierduin ontstaan is van het zand dat door de overheersend westenwind uit de omliggende rivierbeddingen is opgestoven. Het duin langs de geul van de Vecht is te vinden op de rijke archeologische vindplaats Het Zand.
Tijdens het Holoceen is een laag van twee tot vijf meter aan veen ontstaan onder invloed van de zeespiegelstijging, dat tot veenvorming leidde in een groot gebied in en rondom de Zuiderzee. Tot 1200 jaar geleden is dit proces hier doorgegaan.
Het oorspronkelijke schiereiland Schokland werd in de 15e eeuw een eiland.
Schokland is het enige nog resterende voormalige veeneiland in de voormalige Zuiderzee en daardoor van grote geomorfologische en bodemkundige waarde.

## Taal en cultuur
De bevolking van Schokland had door haar isolement een eigen cultuur en sprak ook eigen dialecten, bekend als het Schokkers. Mogelijk ging het om twee dialecten: het Emmeloords zou sterk verwant zijn aan het Urkers, en het Ensers zou lijken op het Huizers. Dit tekent het wederzijdse isolement waarin de twee geloofsgemeenschappen (katholieken in het noorden, protestanten in het zuiden) leefden. Beide taalvarianten behoorden tot het Nedersaksisch. De Schokkers, met name de vrouwen in Emmeloord, droegen tot halverwege de 19e eeuw een eigen klederdracht.

## Economie
Van oudsher was Schokland een belangrijk oriëntatiepunt voor de scheepvaart in de Zuiderzee. Het lag aan de monding van de IJssel op een druk bevaren scheepvaartroute. Bij storm zochten de schepen beschutting aan de oostkant van het eiland. Schippers die hier voor anker lagen, kwamen geregeld met kleine bootjes aan land, wat voor reuring en economische activiteiten zorgde.
In 1915 werd een visafslag gebouwd. Deze was tot de afsluiting van de Zuiderzee in 1932 in bedrijf.
De haven van Emmeloord aan de noordkant van het eiland is gedeeltelijk gereconstrueerd.
Op het eiland werden ook schapen en koeien gehouden. In goede jaren was er een grote hooiopbrengst, die zelfs aan boeren op het vasteland werd verkocht. Bij hoogwater moesten de koeien vanaf het land worden gehaald tot dichter bij de woningen.

## Geschiedenis
Op Schokland vindt men sporen van menselijke bewoning die teruggaan tot de prehistorie.

De oudste historische vermeldingen van eilanden in het tegenwoordige IJsselmeer (de veenrest Schokland en de keileem-opduiking Urk) stammen uit de Romeinse tijd. 

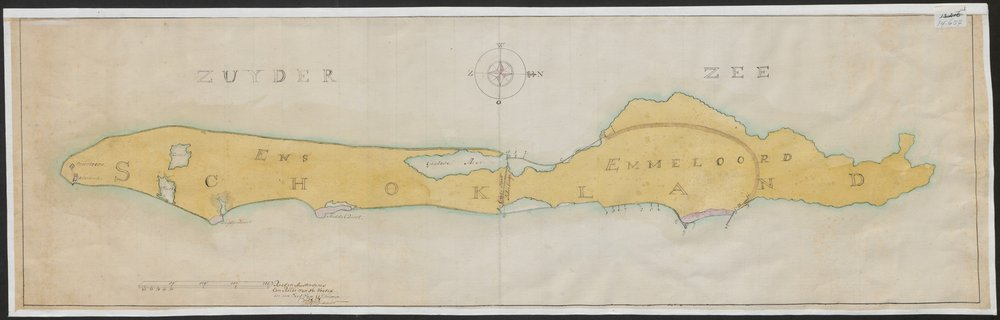
Schokland in 1788, met links (zuiden) de bestuurlijke eenheid Ens en rechts (noorden) Emmeloord.

### De twee delen van Schokland
Tot aan het begin van de 19e eeuw werd gesproken van Emmeloord en Ens, waarmee hetzelfde eiland bedoeld werd. Emmeloord omvatte het noordelijke deel en viel onder Holland, Ens omvatte het zuidelijke deel en viel onder Overijssel.
Het noordelijke Emmeloord behoorde in de Middeleeuwen toe aan de heren van Kuinre die het eiland gebruikten als uitvalsbasis voor hun rooftochten. Ze sloegen er zelfs hun eigen munten. Na lange tijd privébezit geweest te zijn, werd Emmeloord in 1660 door de stad Amsterdam gekocht. Kerkelijk hoorde het onder het aartsdiakonaat van Deventer. Vanaf de 17e eeuw stond in Emmeloord een katholieke kerk.

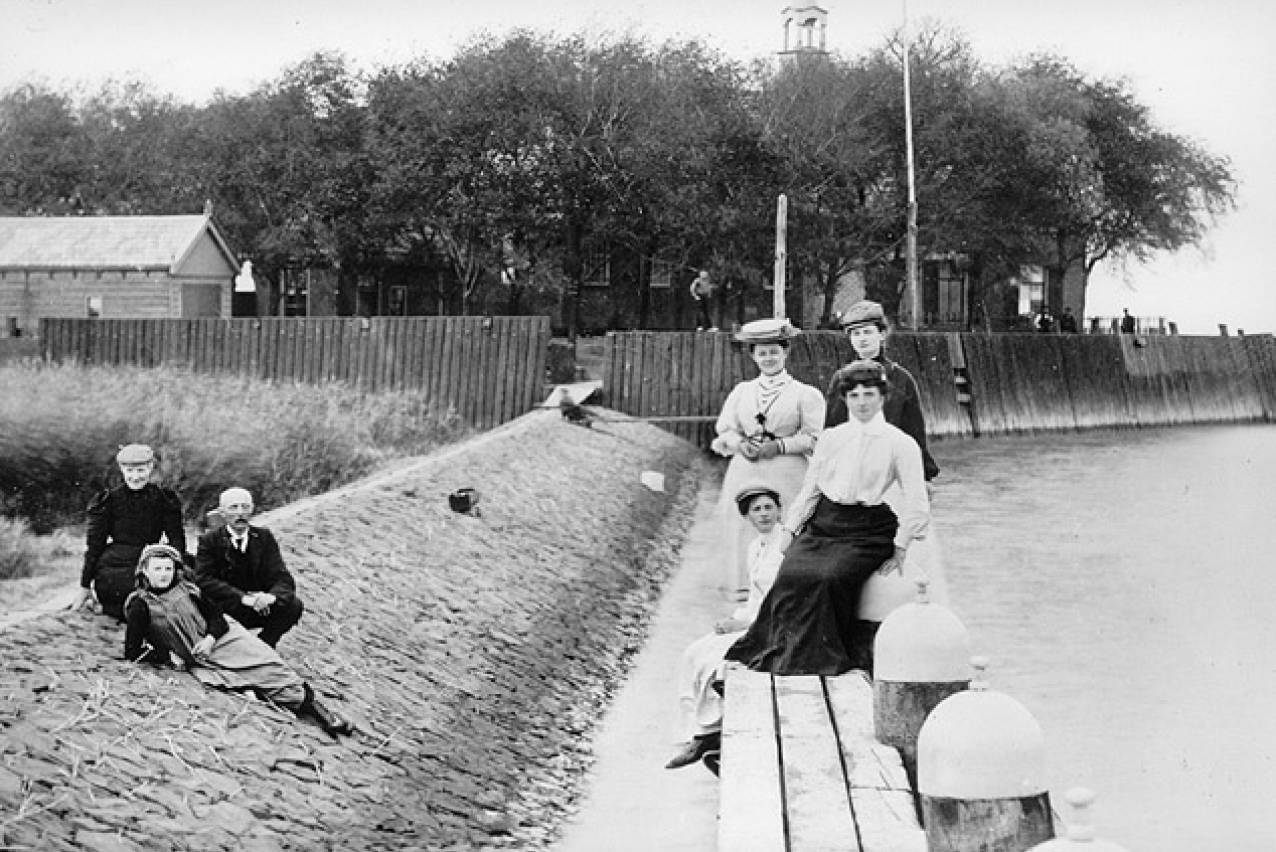
Schokland in 1907

Op het zuidelijke deel Ens lagen twee woonterpen: Middelbuurt (of Molenbuurt) en het kleinere De Zuidert. Verder was hier de Zuidpunt met kerkhof en lichtbaken.
De verbinding tussen Emmeloord en Ens liep via een smalle loopplank, waarop tegenliggers elkaar nauwelijks konden passeren.
De jarenlange tweedeling van het eiland heeft gezorgd voor religieuze verschillen. Na de reformatie ging het zuidelijke Overijsselse deel van het eiland in meerderheid over op het protestantisme, terwijl het noordelijke Emmeloord haast volledig rooms-katholiek bleef. Dit was mogelijk doordat Amsterdam, dat Emmeloord bezat, op religieus gebied toleranter was en weinig druk uitoefende op de bevolking om protestants te worden.
De protestanten waren bevreesd voor invloeden uit het katholieke Emmeloord en verboden hun kinderen bij katholieke families te werken of in te wonen. Gemengde huwelijken, hier 'gespikkelde huwelijken' genoemd, waren uit den boze. De protestanten bezochten aanvankelijk de middeleeuwse kerk op de zuidpunt, totdat in 1717 een nieuwe kerk werd gebouwd in Middelbuurt. De oude kerk raakte in verval en werd later afgebroken. Op de zuidpunt bleef alleen de begraafplaats in gebruik.
In de Franse tijd, in 1806, werden de twee delen van het eiland een bestuurlijk geheel onder de naam Schokland. De naam Schokland is waarschijnlijk afgeleid van 'schokke', een rietplag of gedroogd stuk koemest dat als brandstof diende. Omdat schokken werden beschouwd als turf voor de armen, zal de naam spottend bedoeld zijn. De schokken werden ook gebruikt om de huizen op te funderen.

### Stormvloed van 1825

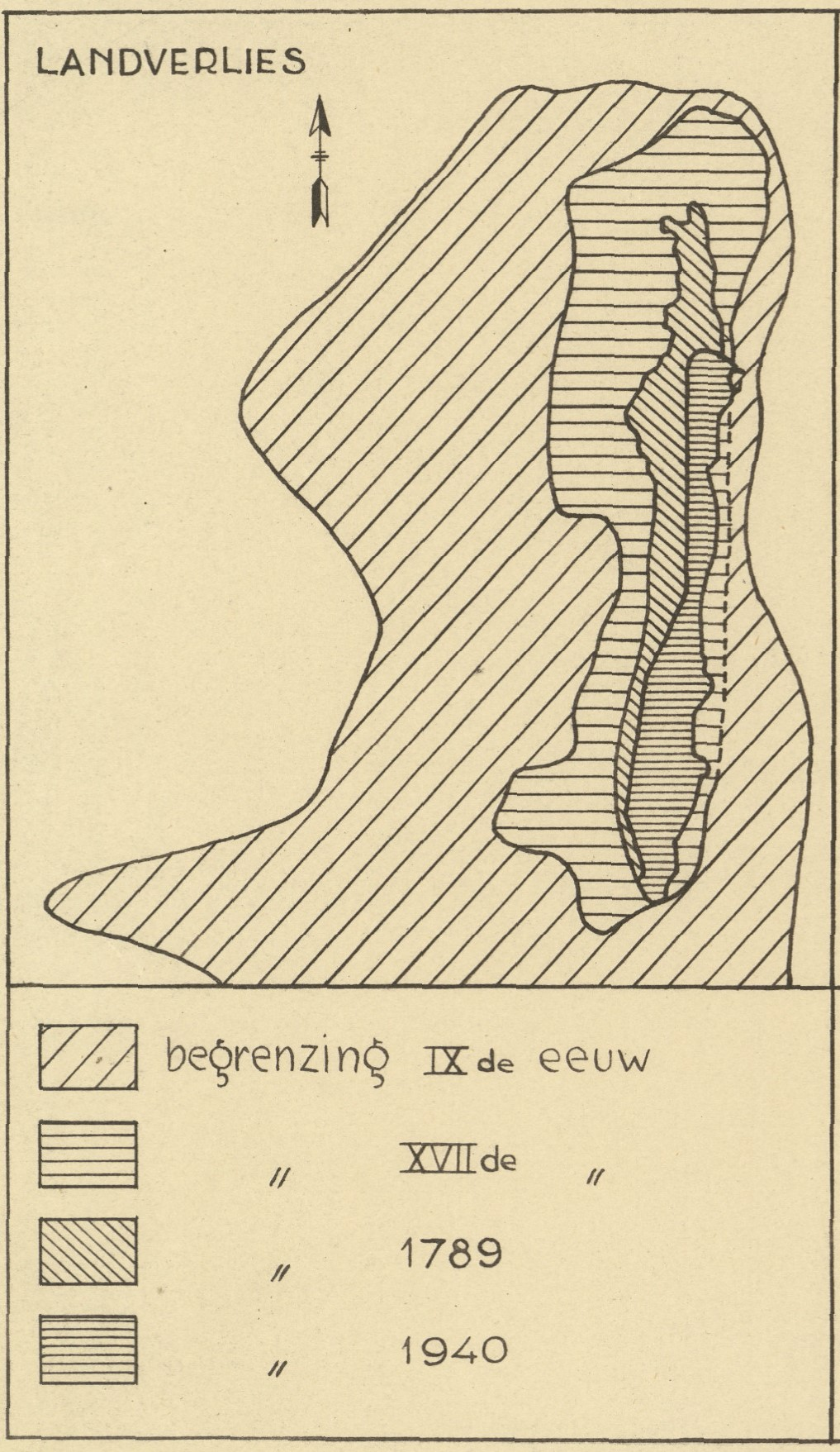
Kaart met het landverlies rond Schokland

Schokland was in de middeleeuwen veel groter dan nu. Door zware stormen en landafslag werd het eiland steeds kleiner. Tijdens de stormvloed van 1825 werd Schokland zwaar getroffen. Het hele eiland kwam onder water te staan. Er werd meer dan twee kilometer aan zeedijk vernield en de paalwering raakte zwaar beschadigd, evenals de twee kerken. Ook de vuurtoren op de Zuidpunt werd volkomen vernield. De bewoners moesten naar de zolders van hun woningen vluchten. Er vielen 13 doden, 20 huizen spoelden weg en tientallen andere woningen liepen ernstige schade op. De burgemeester schreef in een brief dat op het hele eiland slechts zeven huizen bewoonbaar bleven na de storm.

### Armoede
De armoede op Schokland was zeer groot, vooral in Emmeloord. De visserij was vanaf het begin van de 19e eeuw nauwelijks levensvatbaar en Schokland was de armste gemeente van Nederland. De vissers hadden zo weinig inkomen, dat ze hun schepen niet goed konden onderhouden. De overheid zette de Schokkers wel in bij het onderhoud van de zeeweringen, maar in het algemeen was er een tekort aan betaald werk. Als werkverschaffing werden er in 1838 twee calicotweverijen opgericht, handweefbedrijven voor het vervaardigen van eenvoudige katoen stoffen, door de inzet van een ondernemer/arts uit Vollenhove, dokter Ekker. Midden 19e eeuw werden in heel Nederland dergelijke bedrijven opgericht mede om de binnenlandse textielproductie te stimuleren. Er werkten vooral kinderen aan de weefgetouwen, hun vaders bleven vissen.
Hoewel er geprobeerd werd het hemelwater op te vangen, was er soms te kort aan drinkwater en moest dat vanuit Kampen per schip worden aangevoerd.

### Ontruiming in 1855 en 1859

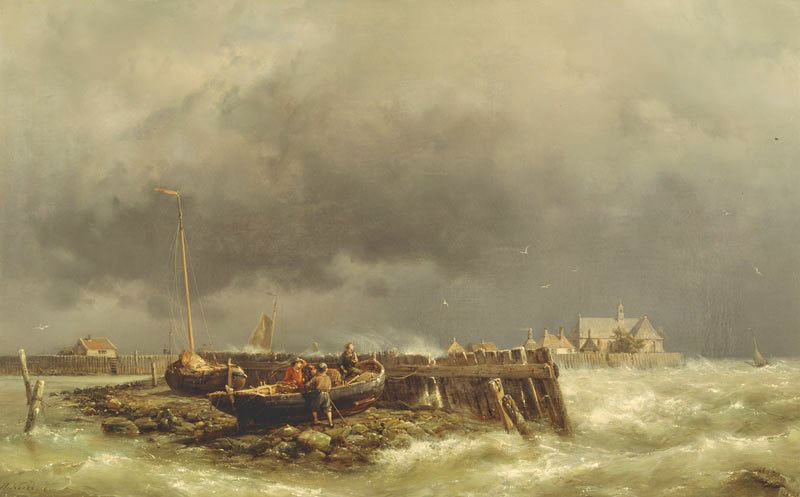
Schokland door Hermannus Koekoek jr geschilderd enige jaren voor de ontruiming, op de voorgrond de Zuiderbuurt, op de achtergrond Middelbuurt

In 1855 werd wegens de landafslag de Zuiderbuurt ontruimd. Vervolgens werd, vanwege de onveilige situatie en omdat de instandhouding van het eiland te duur was, in 1859 bij koninklijk besluit het gehele eiland ontruimd. Een andere belangrijke reden hiervoor was de armoede; regelmatig waren er inzamelingen gehouden voor de Schokkers. Ook de inteelt op het eiland zou een rol gespeeld hebben. Op 1 maart 1859 maakte burgemeester Gerrit Jan Gillot op aanplakborden bij het gemeentehuis van Schokland bekend dat de bewoners het eiland binnen vier maanden moesten verlaten. Er woonden op dat moment ongeveer 650 mensen. De huizen werden afgebroken en het materiaal werd weer gebruikt bij de bouw van nieuwe woningen op het vasteland. Nog voor de ontruiming werd bij Koninklijk Besluit van 16 december 1858 met ingang van 10 juli 1859 de gemeente Schokland opgeheven en het grondgebied bij de gemeente Kampen gevoegd.
Hoewel een ruime meerderheid van de eilandbevolking katholiek was, evacueerde maar een klein deel van de inwoners naar het katholieke Volendam. Het merendeel verhuisde naar Vollenhove en naar het dorp Brunnepe bij Kampen, waar de Schokkerbuurt gebouwd werd. Een deel van deze Schokkerbuurt is nagebouwd in het Zuiderzeemuseum in Enkhuizen. De katholieke kerk van Emmeloord werd steen voor steen afgebroken en vrijwel exact weer opgebouwd in Ommen. In 1940 is deze kerk afgebroken.

### Na de ontruiming

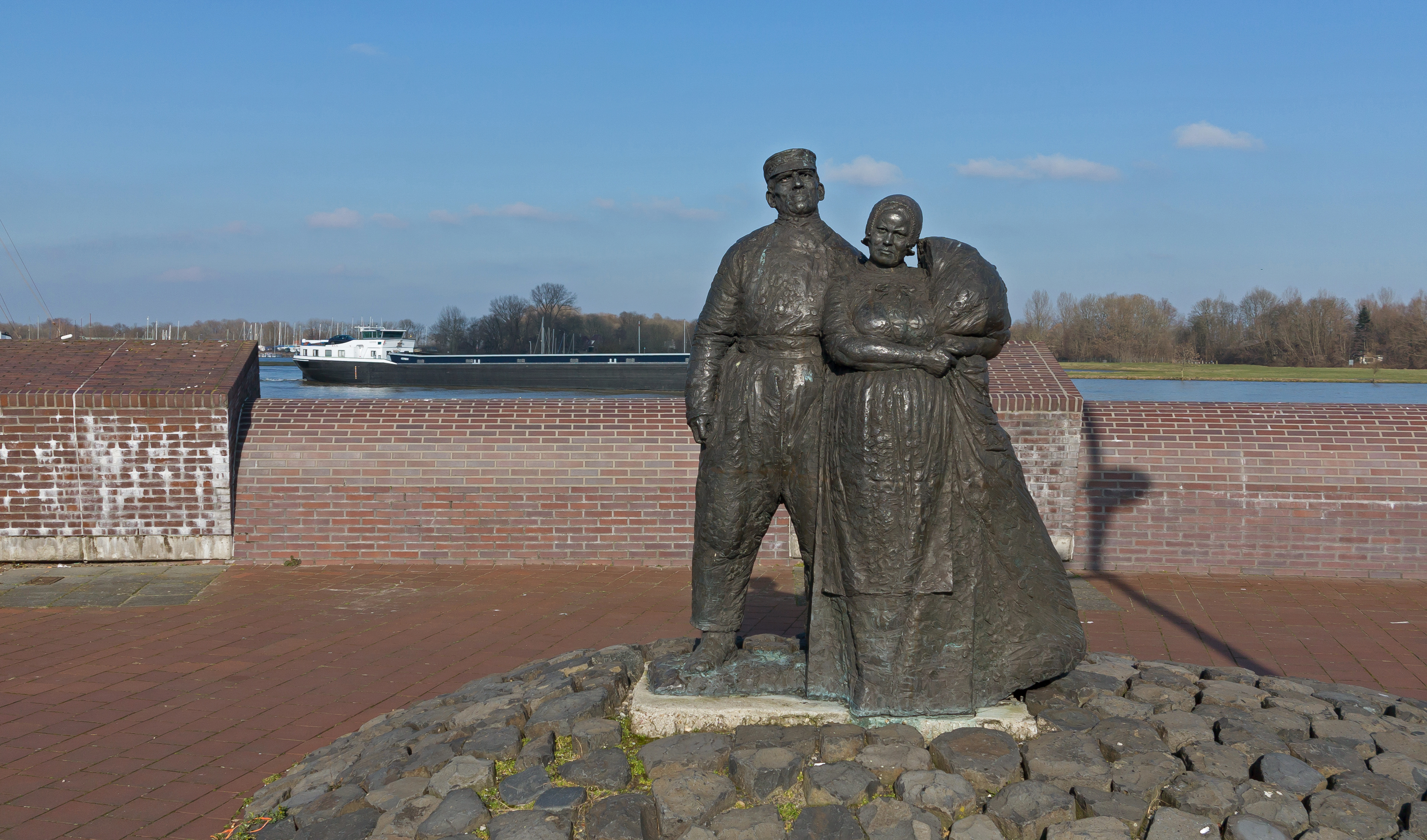
Het Schokkermonument in Kampen

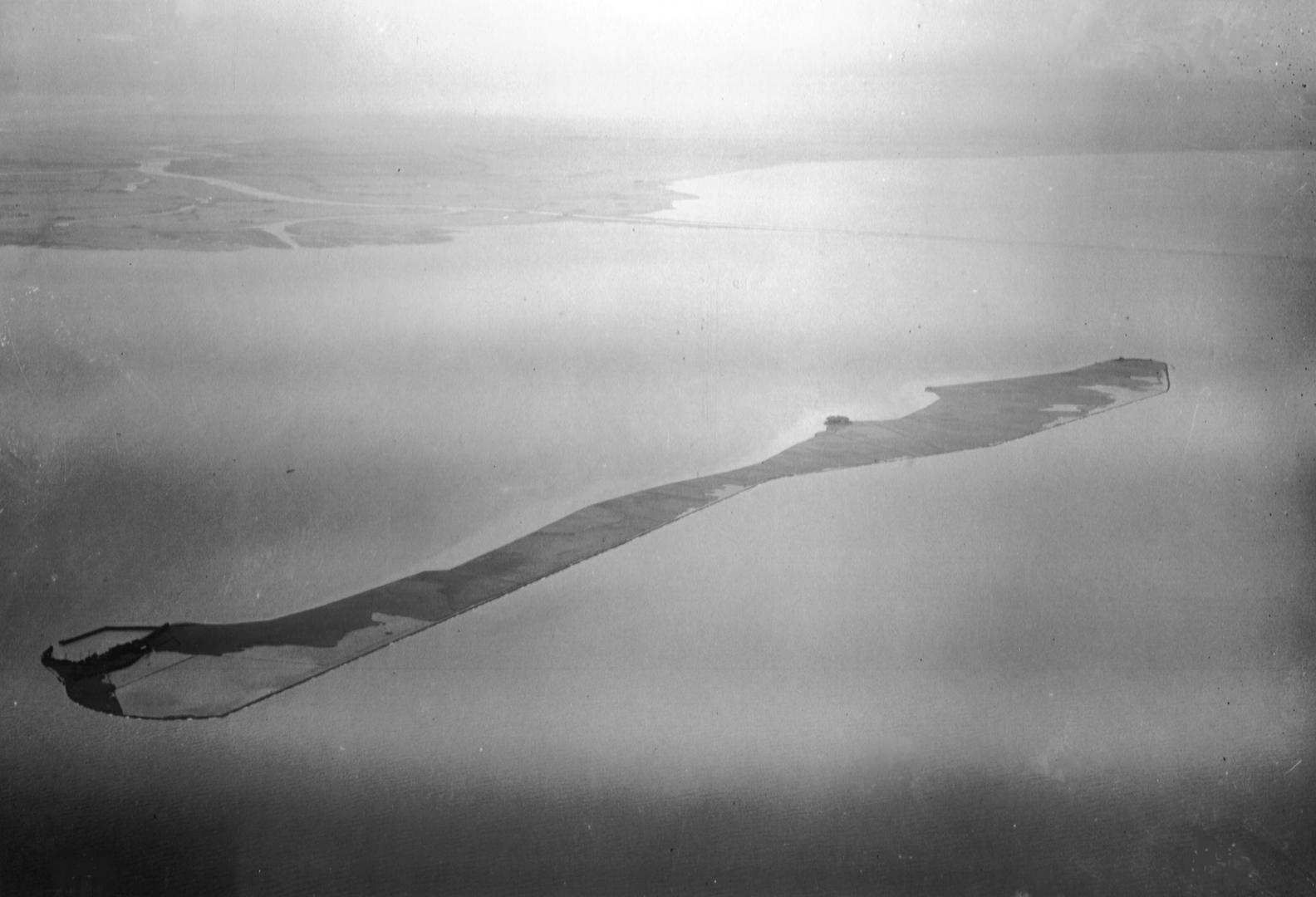
Schokland in 1933

Ironisch genoeg is het eiland na 1859 nauwelijks kleiner geworden en zelden door stormen bedreigd. Na 1859 verbleven slechts enkele rijksambtenaren op het eiland: een lichtwachter op de zuidpunt, een arbeider om de kustverdediging te onderhouden in de Middelbuurt en enkele havenmeesters van de haven bij Emmeloord. De haven werd nog zeer regelmatig bezocht en er werd in Emmeloord zelfs vis verhandeld op een visafslag. Ieder jaar kwamen er seizoensarbeiders naar het eiland: dijkwerkers en rietsnijders, die onderdak vonden in de kerk van Middelbuurt. Schokland werd ook een populaire trekpleister voor dagjesmensen uit Kampen en Urk.
Tot 1932 lag Schokland als een echt eiland in de Zuiderzee, die na de voltooiing van de Afsluitdijk in 1932 het IJsselmeer werd.

### Inpoldering

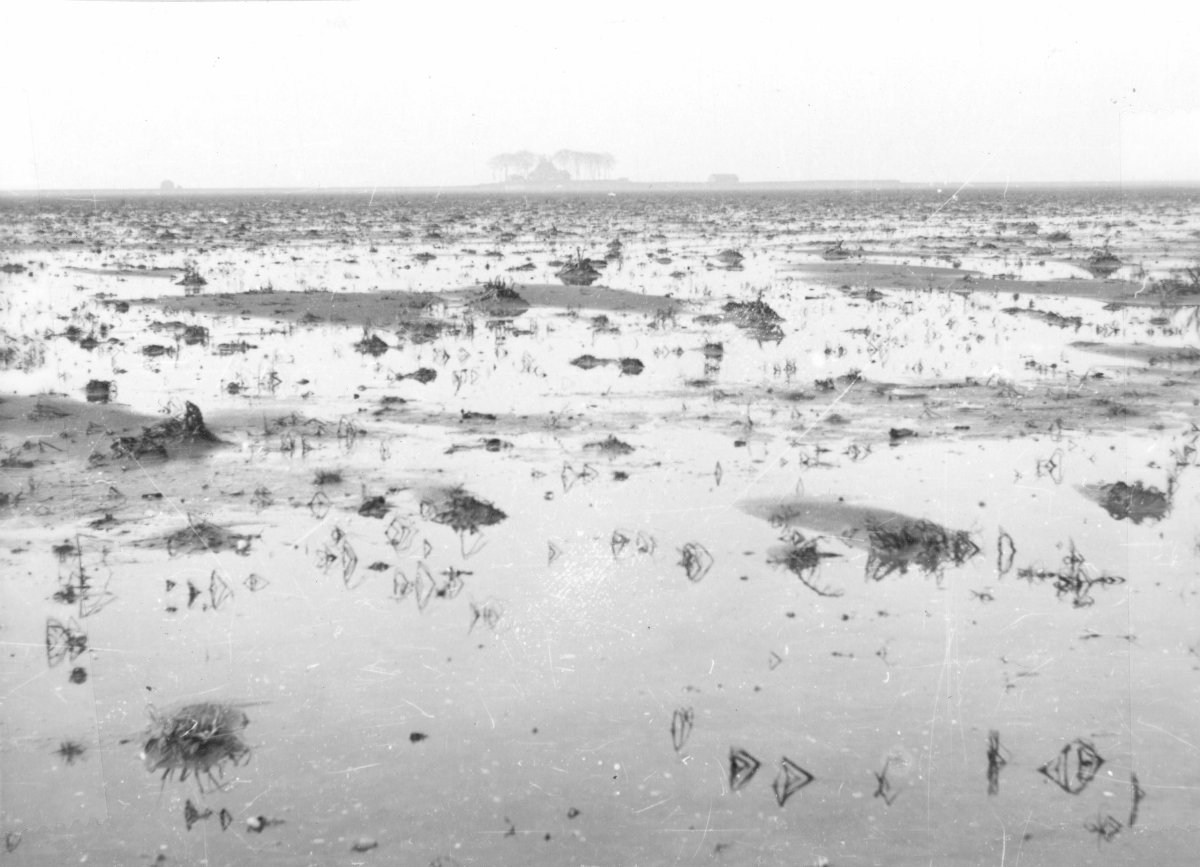
Het pas drooggevallen land na regen met op de achtergrond Schokland, 1942.

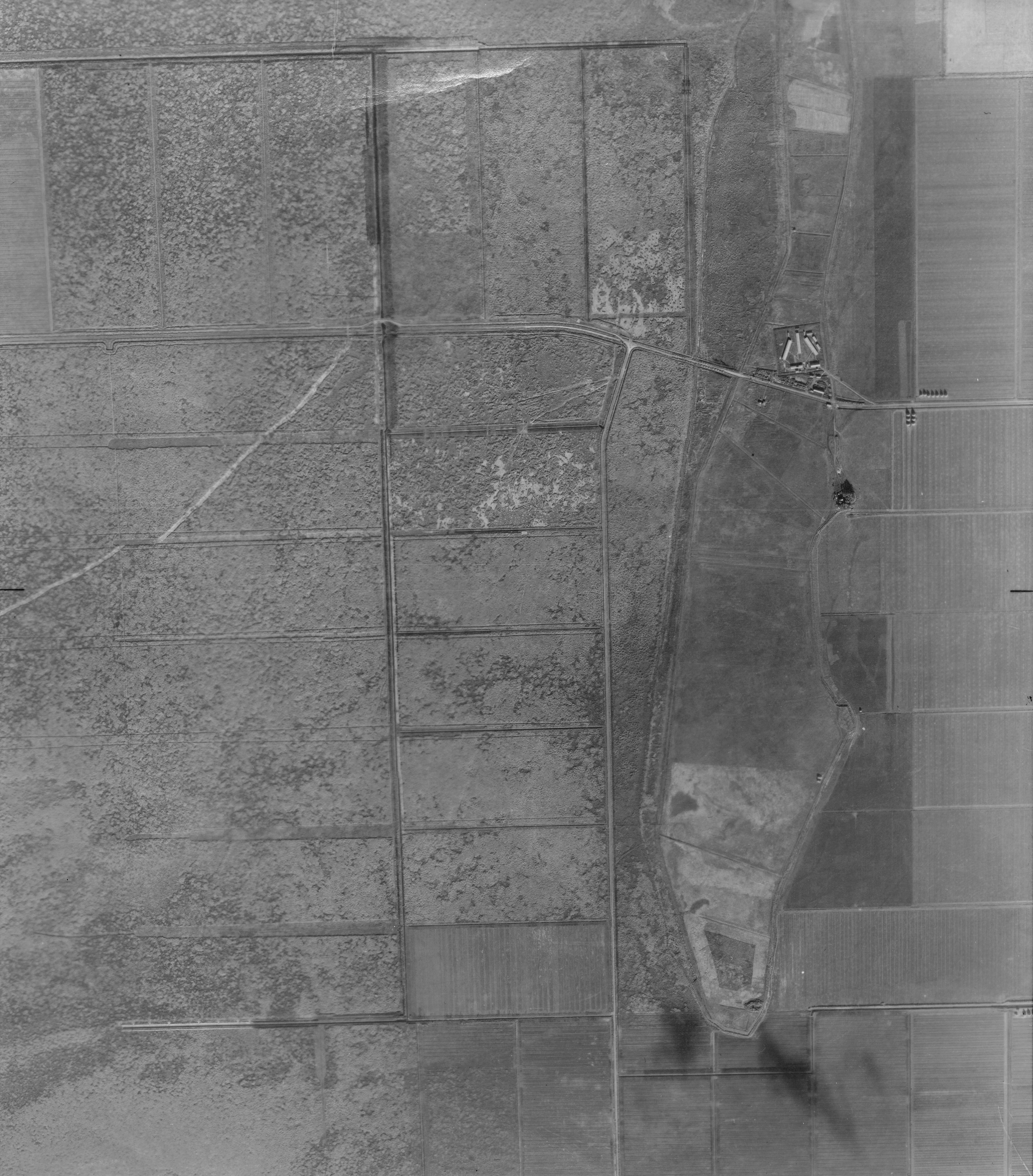
Luchtfoto uit 1944 waarbij de sporen van de zeebodem nog in het drooggevallen land zichtbaar zijn.

Nadat de dijk om de Noordoostpolder in 1940 was gesloten werd er begonnen met het droogpompen van de polder. Met het droogvallen van de Noordoostpolder in 1942 werd het eiland volledig omgeven door land. Schokland werd datzelfde jaar onderdeel van het nieuw opgerichte Openbaar Lichaam De Noordoostelijke Polder. Werkzaamheden voor de ontginning werden uitgevoerd vanuit kamp Schokland, dat werd ingericht voor arbeiders.
Met het verlagen van de grondwaterspiegel ten behoeve van de omliggende Noordoostpolder, oxideerde het veen en werd het door inklinking compacter. Het oppervlak van het eiland is hierdoor sinds de drooglegging al zo'n anderhalve meter gezakt. Zulke inklinking is onomkeerbaar: bij vernatting van het veen zet de ondergrond niet meer uit. Sinds de jaren 90 worden wel plannen gerealiseerd om de oostkant van het eiland te vernatten en zodoende verdere inklinking en verlaging van het voormalige eiland te voorkomen.

### Monumentaal erfgoed
Meerdere plaatsen en gebouwen op Schokland zijn als Rijksmonument aangewezen, waaronder de vier woonterpen, de Enserkerk en de ijsloperschuur op de Middelbuurt en de lichtwachterswoning en het misthoorngebouw op Emmeloord.

In de jaren 80 van de 20e eeuw zijn rond de terp van de Middelbuurt enkele houten huizen in "Zuiderzeestijl" gebouwd voor Museum Schokland, met een permanente tentoonstelling over de geschiedenis van Schokland en omgeving. Een waterput in De Zuidert werd in 2003 gerestaureerd.

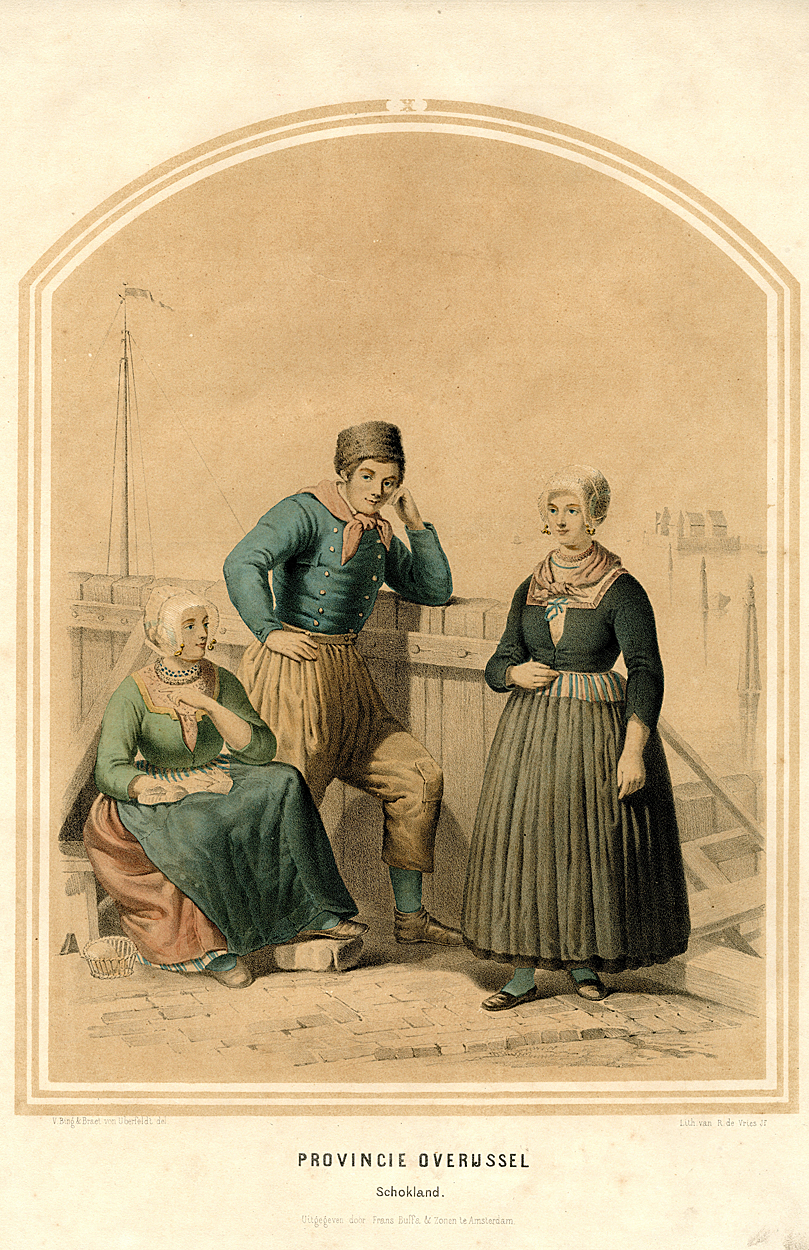
Man en vrouwen in Schokker klederdracht rond 1850

### Schokkervereniging
Een vereniging van nazaten van Schokkers, de Schokkervereniging, werd in 1985 opgericht en telde in 2008 750 leden. Ze bewaakt de belangen van Schokland en de Schokkers. Vooral de Schokker klederdracht is beroemd.

### Werelderfgoed 1995
In 1995 werd Schokland toegevoegd aan de UNESCO-Werelderfgoedlijst.

## Wetenswaardigheden
- Er ligt een gesteententuin waarin stenen uit de ijstijden zijn te bezichtigen.
- De lotgevallen van Schokland zijn door Harry Mulisch verwerkt in de novelle De sprong der paarden en de zoete zee (1955).
- Het leven en de ontruiming van Schokland worden beschreven in het boek Het leugenschip van Schokland (1987) door Jacob Starreveld dat ook voor de jeugd goed leesbaar is.
- Op 30 juni 2007 werd op Schokland het Akkoord van Schokland gepresenteerd.
- In 2007 is bij de Lichtwachterswoning het kunstwerk 'Markering begraafplaats Emmeloord' geïnstalleerd, gemaakt door Annet Bult en Marianne Meinema. Er zijn voor Schokland typerende achternamen in verwerkt.

## Demografie
| Jaar                                                                         | 1795 | 1830 | 1840     | 1840     | 1840        | 1840       | 1840     | 1849     | 1849     | 1849        | 1849       | 1849     |
|                                                                              |      |      | Gezinnen | Inwoners | Inwoners    | Inwoners   | Inwoners | Gezinnen | Inwoners | Inwoners    | Inwoners   | Inwoners |
| ---------------------------------------------------------------------------- | ---- | ---- | -------- | -------- | ----------- | ---------- | -------- | -------- | -------- | ----------- | ---------- | -------- |
| Buurt                                                                        |      |      |          | Totaal   | Katholieken | Hervormden | Overigen |          | Totaal   | Katholieken | Hervormden | Overigen |
| Emmeloord                                                                    | 315  |      |          |          |             |            |          | 87       | 389      | 370         | 19         | -        |
| Ens                                                                          | 328  |      |          |          |             |            |          | 57       | 252      | 88          | 162        | 2        |
| - Middelbuurt                                                                |      |      |          |          |             |            |          | 43       | 188      | 71          | 115        | 2        |
| - De Zuidert                                                                 |      |      |          |          |             |            |          | 14       | 64       | 17          | 47         | -        |
| SCHOKLAND                                                                    | 643  | 676  | 144      | 695      | 506         | 189        | -        | 144      | 641      | 458         | 181        | 2        |
| Bron: https://web.archive.org/web/20040921043531/http://www.volkstelling.nl/ |      |      |          |          |             |            |          |          |          |             |            |          |